# Rūta Paškauskienė
Rūta Paškauskienė född 29 mars 1977, i Kaunas, är en litauisk bordtennisspelare. Hon har vunnit europamästerskapen i singel, dubbel och mixed dubbel.
Hon har även vunnit Nordiska mästerskapen i  singel, dubbel och mixed dubbel.
Paškauskienė har deltagit i tre OS och flera VM men aldrig tagit någon medalj.

## Meriter
- Bordtennis-EM
  - 1994 i Birmingham 
    - 3:e plats dubbel

  - 1996 i Bratislava
    - 3:e plats dubbel

  - 2000 i Eindhoven
    - 1:a plats mixed dubbel (med Aleksandar Karakasevic)

  - 2002 i Zagreb
    - 3:e plats dubbel
    - 2:a plats mixed dubbel (med Aleksandar Karakasevic)

  - 2003 i Courmayeur 
    - Kvartsfinal singel
    - Kvartsfinal dubbel

  - 2005 i Århus
    - 1:a plats mixed dubbel (med Aleksandar Karakasevic)

  - 2007 i Belgrad
    - 1:a plats mixed dubbel (med Aleksandar Karakasevic)

  - 2008 i Sankt Petersburg 
    - 1:a plats singel

  - 2009 i Stuttgart
    - 3:e plats singel
    - 3:e plats dubbel

  - 2010 i Ostrava
    - 3:e plats singel
    - 1:a plats dubbel (med Oxana Fadeeva-Kusch)

  - 2011 i Ostrava
    - 1:a plats dubbel (med Oxana Fadeeva-Kusch)
- EM i Mixed Dubbel
  - 2009 i Subotica
    - 1:a plats mixed dubbel (med Aleksandar Karakasevic)

  - 2010 i Subotica
    - 3:e plats mixed dubbel (med Aleksandar Karakasevic)

  - 2011 i Istanbul
    - 2:a plats mixed dubbel (med Aleksandar Karakasevic)

- Europa Top 12
  - 2010 i Düsseldorf 5:e plats